# Brzana bałkańska
Brzana bałkańska (Barbus plebejus) – gatunek słodkowodnej ryby karpiokształtnej z rodziny karpiowatych (Cyprinidae). Chociaż jest uznawany za gatunek "niższego ryzyka", to jego naturalne środowisko jest zanieczyszczane.

## Występowanie
Chorwacja, Włochy, Słowenia i Szwajcaria. Żyje w czystych, dobrze natlenionych wodach płynących. Jest towarzyska i ruchliwa. Starsze osobniki często są samotnikami.

## Opis
Zwykle osiąga od 25 do 30 (czasem 33) centymetrów długości. Ciało smukłe, wyciągnięte, umiarkowanie wygrzbiecone, brzuch prawie prosty. Pysk wydłużony. Otwór gębowy dolny z mięsistymi wargami zaopatrzony w 4 wąsiki. Łuski średniej wielkości 58–77 wzdłuż linii bocznej. W płetwie grzbietowej 11 promieni, z których pierwszy jest zgrubiały i piłkowany na tylnej krawędzi. W płetwie odbytowej 8 promieni. Zęby gardłowe trójrzędowe (2.3.5–5.3.2.)
Grzbiet szarobrązowy do ciemnobrązowego, zielonkawo połyskujący. Boki jaśniejsze z żółtawym połyskiem. Brzuch biały. Na grzbiecie i bokach małe, ciemne plamy, szczególnie widoczne u młodych osobników. Płetwy nieparzyste pokryte drobnymi brązowoczarnymi plamkami.

## Odżywianie
Niewielkie zwierzęta denne, ikra i lęgi ryb.

## Rozród
Trze się od marca do czerwca. Samica składa 10 000 do 20 000 ziarenek kleistej ikry, która jest przytwierdzana do kamieni, rzadziej do roślin wodnych. Okres inkubacji trwa około 4 dni.